# Minojska kultura
Minojska kultura ili Minojska civilizacija je kultura brončanog doba koja je nastala na otoku Kreta, a procvat je imala od 2700. do 1450. pr. Kr., kada ju zamjenjuje Mikenska grčka kultura. Otkrivena je početkom 20. stoljeća, najprije radom britanskog arheologa Sir Arthur Evansa, što je Will Durant 1939. god. nazvao "trenutak kada je Minojska kultura zauzela svoje mjesto kao prva karika u europskom lancu."
Nije poznato kako su Minojci sami sebe zvali, a pojam Minojci je skovao sam Arthur Evans prema mitskom kralju Minoju. Minos je u grčkoj mitologiji povezan s labirintom koji je Evans prepoznao u obliku grada Knossosa. Također se smatra da je staroegipatsko mjesto "Keftiu", na semitskom jeziku "Kaftor", ili "Kaptara" u arhivima mezopotamskog grada Mari, također naziv za grčku Kretu. U Odiseji, koja je napisana stoljećima nakon propasti ove civilizacije, Homer stanovnike Krete naziva Eteokrećanima ("pravi Krećani"); koji su najvjerojatnije potomci Minojaca.
Minosova palača (anaktora) je najbolje očuvani spomenik minojskog tipa građevina. To su bile monumentalne građevine koje su služile za administraciju, što se vidi po golemom iskopanom arhivu, a oblikom su se razlikovale od svega do tada nastalog na svijetu. Bile su višekatne, s unutarnjim i vanjskim stubama, ozidanim bunarima, masivnim stupovima, magazinima i dvorištima. 

## Povijest
Vladari iz Knossosa u 16. st. pr. Kr. ujedinili su plemena Krećana u samostalnu oblast. Živjeli su mirno, bez straha od neprijatelja jer su imali dobro državno uređenje i jaku mornaricu. Nisu gradili hramove nego su žrtve božanstvima prinosili pod vedrim nebom, ili negdje u pećini. Gradove i naselja nisu opkoljavali sa zidinama.

## Knos
Otok Kreta je posebno značajan po arhitekturi svojih gradova: Knosa i Festa koji svjedoče o urbanom društvu, već sofisticiranom, moćnom, centraliziranom, sve pod utjecajem istoka (posebice Egipta). Oni imaju karakterističnu asimetričnu, ali geometrijsku osnovu, zanimljivo zidno slikarstvo i bogatu keramiku.
Za kretsku arhitekturu najznačajnije su njihove palače, osobito u Knosu koju je otkrio Arthur Evans. Palača kralja Minosa iz 1600 pr. Kr. je veličanstvena, dijelom podzemna, dijelom nadzemna gradevina. Kompleks zgrada u gradu Knosu nema zidina jer je Kreta bila izolirana od neprijatelja samim morem. Oko velikoga središnjeg dvorišta nižu se mnoge reprezentativne prostorije (dvorana s prijestoljem) i stanovi, skladišta s velikim keramičkim posudama za zalihe, radionice i dr.

## Minojsko slikarstvo
Zidove su pri dnu oblagali alabasterom i mramorom, a iznad toga oslikavali su ih fresko slikama. Osobito su im bili omiljeni prizori koji su prikazivali borbu s bikovima gdje su mladići i djevojke morali dočekati bika koji bi jurio prema njima, morali su se uhvatiti za rogove i prebaciti se preko bika tako da ih na suprotnoj strani dočekaju drugi igrači. Bilo je mnogo prizora iz lova kao i mnogo oslikane biljne, životinjske ili geometrijske ornamentike. Dvorane, tako ukrašene, izgledale se blistave od živih boja. Kretski umjetnik volio je prirodu, ali mu je mnogo više stalo da prikaže pokret nego prirodni oblik nekog čovjeka ili neke životinje. Više je uživao u boji nego u crtežu. Iako su teme u vezi s nekim obredima, prizori odišu životnošću i divljenjem ljudskom tijelu. U načinu slikanja očit je utjecaj egipatskog slikanja likova u strogom profilu, ali sa zakrivljenim organičkim oblicima, većim stupnjem realizma i slobodom slikanja s manje stilizacije.

## Minojska lončarija
Osim bogato obojenih fresaka pronađeni su i jedinstveno ukrašeni vrčevi Kamares stila – vrčevi oslikani polikromnim (višebojnim) organskim dekoracijama (npr. cvjetovima). Te vaze su oble kljunastog otvora s oblom drškom. Naziv kamares nastao je po mjestu gdje je pronađeno najviše posuda ovog tipa.

## Minojska religija i umjetnost
Iako su kao i drugi narodi imali mnogo bogova i kultova vezanih za njih, kod Minojaca na prvom mijestu ostao kult velike božice. U njenu čast vršili su obrede u pećinama. Kako je bila božanstvo plodnosti i prirode, njeni znaci su bila sveta stabla. Pored Velike boginje, postojalo je i muško božanstvo koje je kao svoj znak imalo dvojnu sjekiru. Veliki značaj na Kreti je imao i kult bika. Religijske predstave i scene bile su omiljeni mitovi korišten u umjetnosti. Na mnogim slikama koje su ukrašavale palače prikazane su borbe s bikovima, ženska božanstva.

## Minojsko pismo
Minojska kultura koristila je dva pisma, kretske hijeroglife i linearno A pismo.  Pisma su se koristila usporedno, u različitim dijelovima Krete.  Ni jedno ni drugo do sada nije dešifrirano.  Iz linearnog A pisma poteklo je linearno B pismo, kojim se zapisivao mikenski grčki jezik.

## Poveznice
- Egejska umjetnost
- Mikenska kultura
- Stara Grčka

## Vanjske poveznice
- Fondacija Thera  Arhivirana inačica izvorne stranice od 26. ožujka 2012. (Wayback Machine)
- Minojska Civilizacija.  Arhivirana inačica izvorne stranice od 16. studenoga 2006. (Wayback Machine) (Encarta)
- Fotografije i informacije o arheološkim likalitetima minojske kulture.
- Palača u Knossosu.